# Regionalwahl in Kampanien 2010
Die Regionalwahl in Kampanien 2010 fand am 28. und 29. März statt; der Regionalrat und der Präsident der Region Kampanien wurden gleichzeitig gewählt.

## Wahlergebnis
| Kandidaten                                                               | Kandidaten             | Stimmen   | %    | Listen                     | Stimmen   | %    | Mandate |
| ------------------------------------------------------------------------ | ---------------------- | --------- | ---- | -------------------------- | --------- | ---- | ------- |
|                                                                          | Stefano Caldorogewählt | 1.579.566 | 54,0 | Il Popolo della Libertà    | 870.645   | 31,6 | 21      |
| Unione di Centro                                                         | Stefano Caldorogewählt | 1.579.566 | 54,0 | 258.963                    | 9,4       | 6    |         |
| Insieme per Caldoro (MpA - Nuovo PSI - PRI - InM)                        | Stefano Caldorogewählt | 1.579.566 | 54,0 | 159.993                    | 5,8       | 4    |         |
| Libertà e Autonomia - Noi Sud                                            | Stefano Caldorogewählt | 1.579.566 | 54,0 | 99.680                     | 3,6       | 2    |         |
| Popolari UDEUR                                                           | Stefano Caldorogewählt | 1.579.566 | 54,0 | 92.927                     | 3,4       | 2    |         |
| Alleanza di Centro - Democrazia Cristiana                                | Stefano Caldorogewählt | 1.579.566 | 54,0 | 64.754                     | 2,3       | 1    |         |
| Alleanza di Popolo (Pensionati - Noi Consumatori - Alleanza Democratica) | Stefano Caldorogewählt | 1.579.566 | 54,0 | 39.444                     | 1,4       | 1    |         |
| La Destra                                                                | Stefano Caldorogewählt | 1.579.566 | 54,0 | 28.074                     | 1,0       | 1    |         |
| ↳ Gesamt                                                                 | Stefano Caldorogewählt | 1.579.566 | 54,0 | 1.614.480                  | 58,6      | 38   |         |
|                                                                          | Vincenzo De Luca       | 1.258.715 | 43,0 | Partito Democratico        | 589.944   | 21,4 | 14      |
| Italia dei Valori                                                        | Vincenzo De Luca       | 1.258.715 | 43,0 | 178.448                    | 6,5       | 4    |         |
| Sinistra Ecologia Libertà - PSE                                          | Vincenzo De Luca       | 1.258.715 | 43,0 | 97.148                     | 3,5       | 2    |         |
| Alleanza per l’Italia                                                    | Vincenzo De Luca       | 1.258.715 | 43,0 | 83.979                     | 3,0       | –    |         |
| Campania Libera                                                          | Vincenzo De Luca       | 1.258.715 | 43,0 | 69.589                     | 2,5       | 1    |         |
| Federazione dei Verdi - L'Altro Sud                                      | Vincenzo De Luca       | 1.258.715 | 43,0 | 29.493                     | 1,1       | –    |         |
| Lista Bonino-Pannella                                                    | Vincenzo De Luca       | 1.258.715 | 43,0 | 12.490                     | 0,5       | –    |         |
| Nicht gewählte Direktkandidat                                            | Vincenzo De Luca       | 1.258.715 | 43,0 | –                          | –         | 1    |         |
| ↳ Gesamt                                                                 | Vincenzo De Luca       | 1.258.715 | 43,0 | 1.061.091                  | 38,5      | 22   |         |
|                                                                          | Paolo Ferrero          | 39.729    | 1,4  | Federazione della Sinistra | 43.422    | 1,6  | –       |
|                                                                          | Roberto Fico           | 39.349    | 1,3  | Movimento 5 Stelle         | 36.787    | 1,3  | –       |
| Gesamt                                                                   | Gesamt                 | 2.924.360 | 100  |                            | 2.756.130 | 100  | 60      |